# Ленчин (Поморське воєводство)
Ленчин (пол. Łęczyn) — село в Польщі, у гміні Ленчиці Вейгеровського повіту Поморського воєводства.
Населення — 42 особи (2011).
У 1975-1998 роках село належало до Гданського воєводства.

## Демографія
Демографічна структура станом на 31 березня 2011 року:
|          | Загалом | Допрацездатний вік | Працездатний вік | Постпрацездатний вік |
| -------- | ------- | ------------------ | ---------------- | -------------------- |
| Чоловіки | 21      | 6                  | 13               | 2                    |
| Жінки    | 21      | 7                  | 9                | 5                    |
| Разом    | 42      | 13                 | 22               | 7                    |